# توماس إل. هاريس
توماس إل. هاريس (بالإنجليزية: Thomas L. Harris)‏ هو اقتصادي ومحامي وسياسي أمريكي، ولد في 29 أكتوبر 1816 في نورويتش في الولايات المتحدة، وتوفي في 24 نوفمبر 1858 في سبرينغفيلد في الولايات المتحدة. حزبياً، نشط في الحزب الديمقراطي. وقد انتخب عضو مجلس النواب الأمريكي.